# 奇蹟龍屬
奇蹟龍屬（學名：Agathaumas）是角龍科下的一個屬，生活於上白堊紀的美國懷俄明州，年代估計為马斯特里赫特阶，距今約6600萬年前。牠的名字古希臘文意思為「大奇蹟」，因牠是首個被古生物學家發現及被描述的角龍科化石。由於牠的化石只有半個背部，相對地對牠的資料較為缺乏。牠被認為是疑名，古生物學家經常質疑奇蹟龍是否為有效屬，更有質疑牠只是被誤認的三角龍或牛角龍。

## 歷史

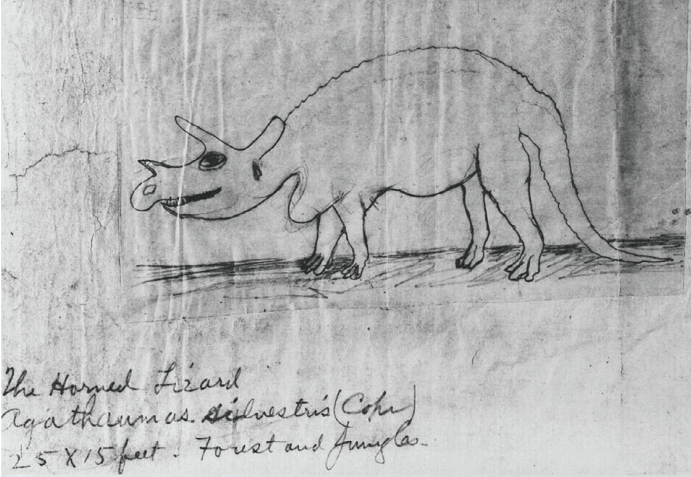
愛德華·德林克·科普在1890年根據三角龍繪製的奇蹟龍素描

奇蹟龍是在1872年由F. B. Meek於美國懷俄明州發現，並在同年由愛德華·德林克·科普（Edward Drinker Cope）敘述、命名。發掘出來的化石只有大半個背部，不包括四腳。由於這是第一個被發現的角龍科化石，科普並不清楚牠的外貌，直至1889年奧塞內爾·查利斯·馬什命名三角龍時才知道。科普於1889年的文章建議馬什的角龍科更名為奇蹟龍科，因為只有少量的角龍化石。

## 物種
奇蹟龍的模式種是森林奇蹟龍（學名Agathaumas sylvestris），發現的化石有16節背椎與薦椎及尾椎、部份骨盆及幾條肋骨。其他曾被分類在奇蹟龍屬下的物種有：
- 扇形奇蹟龍（A. flabellatus）[1]：現已被納入為恐怖三角龍（Triceratops horridus）之內。
- A. milo[2]：已被包括在西方強龍（Thespesius occidentalis）之內。
- 獨角奇蹟龍（A. monoclonius）[3]：疑名，現被包括在獨角龍的Monoclonius sphenocerus之內。
- A. mortuarius[4][5]：疑名，現已包括在恐怖三角龍之內。
- A. prorsus[6][7]：現為三角龍的一種，T. prorsus。
- A. sphenocerus[8]：疑名，現為獨角龍的一種，M. sphenocerus。

但是奇蹟龍的半個背部在角龍科並非特別有價值，而牠仍然被視為疑名。在發現的地方沒有再發現其他化石，但就其體型、地層的年代，牠有可能是三角龍或牛角龍。

## 外觀重組

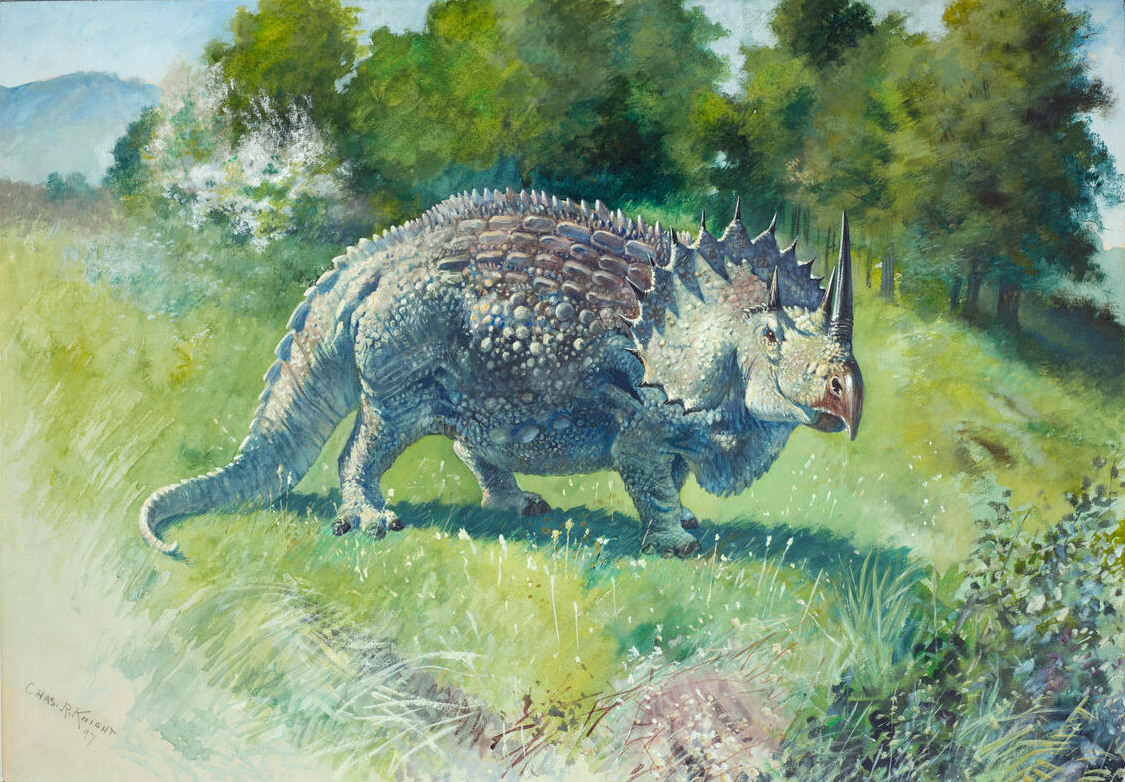
查爾斯·耐特所描繪的奇蹟龍

於1897年，查爾斯·耐特（Charles R. Knight）為科普繪畫了奇蹟龍的圖畫，開創了一個獨特的形象：混合了三角龍的長角及戟龍的尖釘頭盾。1925年的電影《失落的世界》（The Lost World）參考這個外形，之後不同的媒體多次使用這個外形。

## 外部連結
- 恐龍博物館有關奇蹟龍的介紹